# Platform (tektoniek)

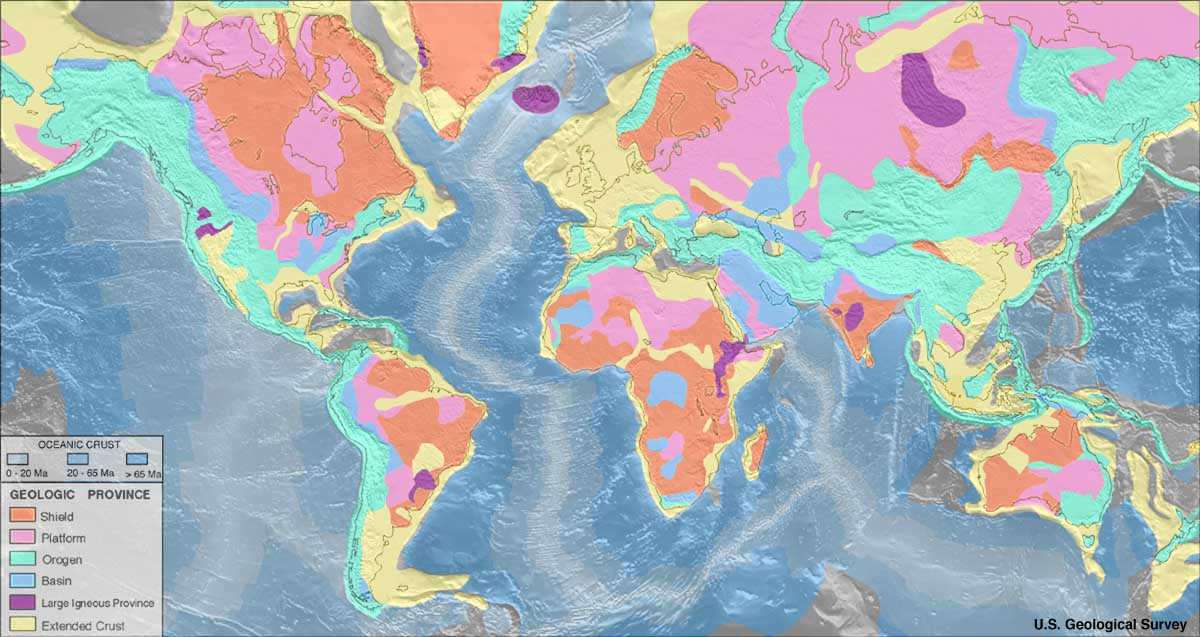
Platforms zijn op deze kaart aangegeven als roze

Een platform is in de geologie een deel van een continent waar de aardkorst al zeer lang stabiel is (langer dan ongeveer 1 miljard jaar), maar het oude gesteente niet aan het aardoppervlak ligt maar overdekt is met jonger gesteente. Met stabiel wordt bedoeld dat het gebied de afgelopen 1 miljard jaar geen grote fasen van orogenese (gebergtevorming) heeft ondergaan.
Een platform is een type geologische provincie. Een ander type geologische provincie is een schild, een plek waar zeer oud gesteente aan de oppervlakte ligt. Stukken zeer oude, stabiele aardkorst worden kratons genoemd, en bestaan vaak uit zowel schilden (gebieden waar de oude korst direct aan het oppervlak ligt) als platforms (gebieden waar de oude korst overdekt is met jongere gesteenten).
Een voorbeeld van een platform is het Oost-Europees Platform, waar zeer oude, stabiele lithosfeer van het Oost-Europees Kraton overdekt is met jongere gesteentelagen.